# سيما شيان
سيما تشيان (الصينية التقليدية: 司馬遷 ؛ الصينية المبسطة: 司马迁 ؛ بينيين: Sǎmǎ Qián ؛ ج 145 - ج 86 قبل الميلاد) كان مؤرخًا صينيًا لسلالة هان المبكرة (206 ق.م - 220 م). يعتبر والد التأريخ الصيني لسجلات المؤرخ الكبير، وهو تاريخ عام للصين بأسلوب Jizhuanti (紀 傳 體) يغطي أكثر من ألفي عام بدءًا من صعود الإمبراطور الأصفر الأسطوري وتشكيل أول نظام حكم صيني حتى الحاكم في عصر سيما تشيان، الإمبراطور وو هان. كأول تاريخ عالمي للعالم كما كان معروفًا للصينيين القدماء ، كانت سجلات المؤرخ الكبير بمثابة نموذج لكتابة التاريخ الرسمي للسلالات الصينية اللاحقة والمجال الثقافي الصيني (كوريا و فيتنام و اليابان) حتى القرن 20.

## روابط خارجية
- سيما شيان على موقع IMDb (الإنجليزية)
- سيما شيان على موقع الموسوعة البريطانية (الإنجليزية)